# استان کوپربلت
استان کوپربلت (به لاتین: Copperbelt Province) یک استان در زامبیا است که در مرکز واقع شده‌است.